# Kumane (Wojwodina)
Kumane (cyr. Кумане) – wieś w Serbii, w Wojwodinie, w okręgu środkowobanackim, w gminie Novi Bečej. W 2011 roku liczyła 3284 mieszkańców.